# Miodrag Jovanović
Miodrag Jovanović, in serbo Миодраг Јовановић? (Belgrado, 17 gennaio 1922 – 14 dicembre 2009), è stato un calciatore e allenatore di calcio jugoslavo, di ruolo difensore.

## Carriera
Con la sua Nazionale vinse la medaglia d'argento alle Olimpiadi del 1948.

## Palmarès

### Giocatore

#### Club
- Campionato jugoslavo: 1

Partizan: 1948-1949
- Coppa di Jugoslavia: 2

Partizan: 1952, 1954

#### Nazionale
- Argento olimpico: 1

Londra 1948